# Drum național 73
Der Drum național 73 (rumänisch für „Nationalstraße 73“, kurz DN73) ist eine Hauptstraße in Rumänien. Die Straße bildet zugleich einen Teilabschnitt der Europastraße 574.

## Verlauf

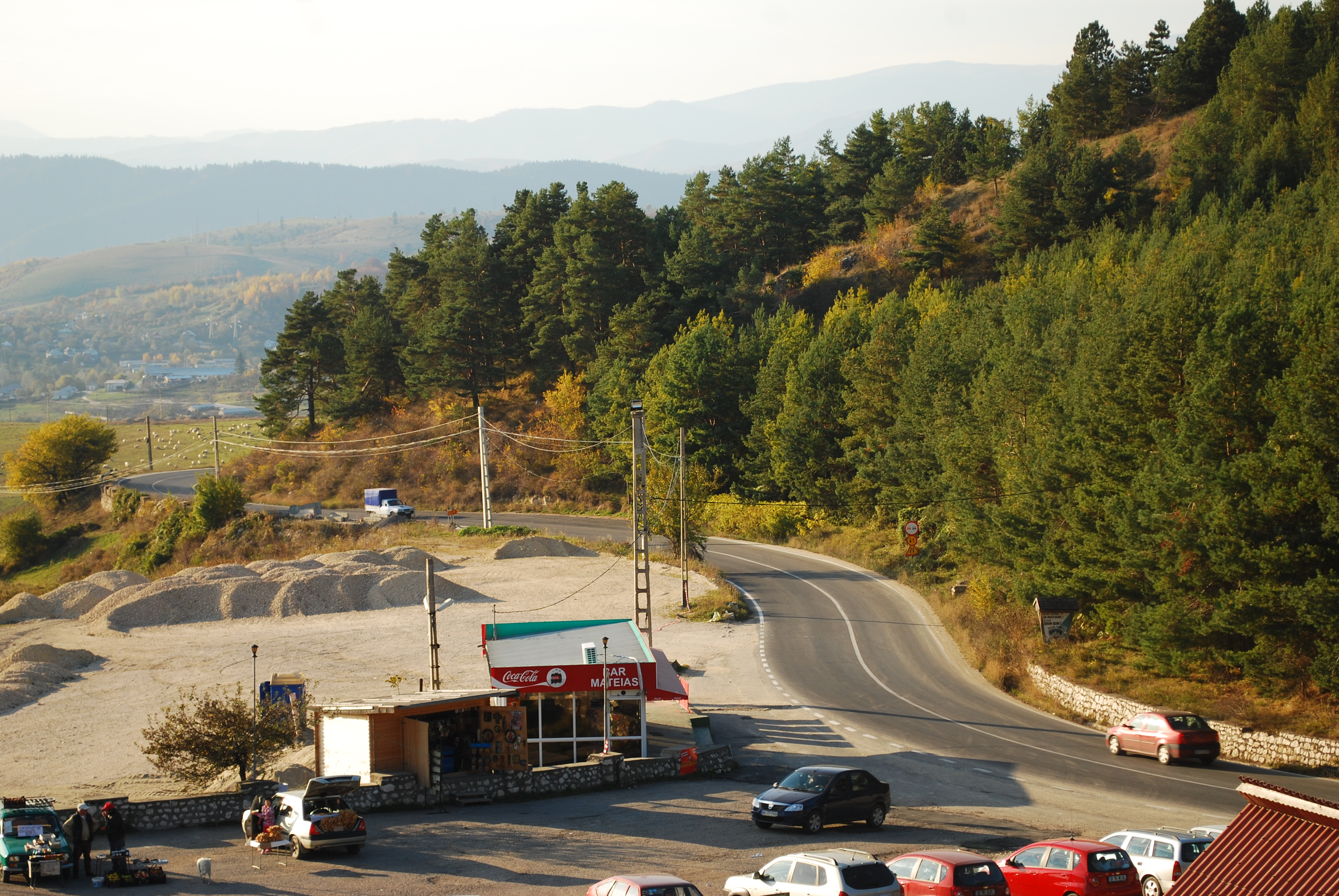
Die Straße in Mateiaș

Die Straße zweigt in Pitești vom Drum național 7 (zugleich Europastraße 70) nach Norden ab und verläuft über Mioveni nach Câmpulung und weiter über den Bran-Pass (Törzburger Pass, Höhe 1290 m) nach Râșnov (Rosenau), wo sie vom Drum național 73A gekreuzt wird und der Drum național 1E zum Wintersportort Poiana Brașov abzweigt, und weiter nach  Brașov (Kronstadt). Dort endet sie am Drum național 1 (Europastraße 68). Die Fortsetzung der Straße und der Europastraße 574 nach Nordosten bildet der Drum național 11.
Die Länge der Straße beträgt rund 133 Kilometer.